# Datu Odin Sinsuat
Datu Odin Sinsuat is een gemeente in de Filipijnse provincie Maguindanao op het eiland Mindanao. Bij de laatste census in 2007 had de gemeente bijna 104 duizend inwoners.

## Geografie

### Bestuurlijke indeling
Datu Odin Sinsuat is onderverdeeld in de volgende 34 barangays:
| - Ambolodto - Awang - Badak - Bagoenged - Baka - Benolen - Bitu - Bongued - Bugawas - Capiton - Dados - Dalican Poblacion | - Dinaig Proper - Dulangan - Kakar - Kenebeka - Kurintem - Kusiong - Labungan - Linek - Makir - Margues - Mompong | - Nekitan - Sapalan - Semba - Sibuto - Sifaren - Tambak - Tamontaka - Tanuel - Tapian - Taviran - Tenonggos |

## Demografie
Datu Odin Sinsuat had bij de census van 2007 een inwoneraantal van 103.765 mensen. Dit zijn 32.196 mensen (45,0%) meer dan bij de vorige census van 2000. De gemiddelde jaarlijkse groei komt daarmee uit op 5,26%, hetgeen hoger is dan het landelijk jaarlijks gemiddelde over deze periode (2,04%). Vergeleken met de census van 1995 is het aantal mensen met 43.924 (73,4%) toegenomen.

De bevolkingsdichtheid van Datu Odin Sinsuat was ten tijde van de laatste census, met 103.765 inwoners op 461,8 km², 224,7 mensen per km².